# Anthospermeae
Anthospermeae es una tribu de plantas perteneciente a la familia Rubiaceae.

## Géneros
Según wikispecies
- Anthospermum - Phyllis - Coprosma - Nertera

Según NCBI
- Anthospermum - Carpacoce - Coprosma - Durringtonia - Galopina - Leptostigma - Nenax - Nertera - Normandia - Opercularia - Phyllis - Pomax[1]